# Pattinaggio di figura ai XXI Giochi olimpici invernali
Le gare di Pattinaggio di figura ai XXI Giochi olimpici invernali si sono svolte dal 14 al 27 febbraio 2010 al Pacific Coliseum di Vancouver.

## Note

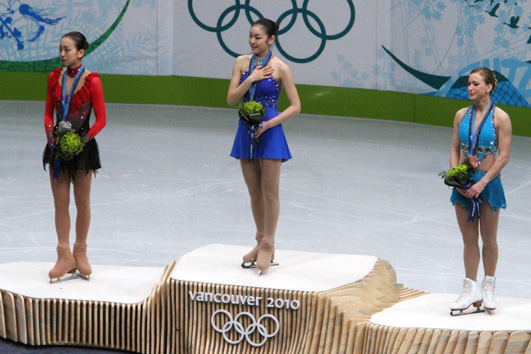
2010 Winter Olympic - Figure skating Ladies podium - Yuna Kim(1st), Mao Asada(2nd), Joannie Rochette (3rd).

## Calendario
| Uomini |  |        |  |  | Maschile |  |  |  |       |  |  |           |  |           | 1 |
| Donne  |  |        |  |  |          |  |  |  |       |  |  | Femminile |  | \| 1      |   |
| Misto  |  | Coppia |  |  |          |  |  |  | Danza |  |  |           |  | Gran Gala | 2 |
| Totale |  | 1      |  |  | 1        |  |  |  | 1     |  |  | 1         |  |           | 4 |

## Podi

### Uomini
| Evento                                    | Oro          | Punteggio | Argento            | Punteggio | Bronzo            | Punteggio |
| Pattinaggio di figura maschile (dettagli) | Evan Lysacek | 257,67    | Evgenij Pljuščenko | 256,36    | Daisuke Takahashi | 247,23    |

### Donne
| Evento                                     | Oro       | Punteggio | Argento   | Punteggio | Bronzo           | Punteggio |
| Pattinaggio di figura femminile (dettagli) | Kim Yu-Na | 228,56    | Mao Asada | 205,50    | Joannie Rochette | 202,64    |

### Misto
| Evento                                    | Oro                            | Punteggio | Argento                               | Punteggio | Bronzo                                   | Punteggio |
| Pattinaggio di figura a coppie (dettagli) | Cina Shen Xue Zhao Hongbo      | 216,57    | Cina Pang Qing Tong Jian              | 213,31    | Germania Aliona Savchenko Robin Szolkowy | 210,60    |
| Danza su ghiaccio (dettagli)              | Canada Tessa Virtue Scott Moir | 221,57    | Stati Uniti Meryl Davis Charlie White | 215,74    | Russia Oksana Domnina Maksim Šabalin     | 207,64    |

## Medagliere
| Posizione | Paese         |   |   |   | Totale |
| --------- | ------------- | - | - | - | ------ |
| 1         | Cina          | 1 | 1 | 0 | 2      |
| 1         | Stati Uniti   | 1 | 1 | 0 | 2      |
| 3         | Canada        | 1 | 0 | 1 | 2      |
| 4         | Corea del Sud | 1 | 0 | 0 | 1      |
| 5         | Russia        | 0 | 1 | 1 | 2      |
| 5         | Giappone      | 0 | 1 | 1 | 2      |
| 7         | Germania      | 0 | 0 | 1 | 1      |
| Totale    | Totale        | 4 | 4 | 4 | 12     |